# 待令熟手
待令熟手（韓語：대령숙수），是朝鲜王朝為國王服務的男性廚師的稱呼。
他們的工作是負責準備國王的宴會，社會階級是中人，職位世襲，由吏曹管理。
在李氏朝鮮衰落後，一些熟手在民間經營餐廳，使王宮的料理出現在民間。